# 定慧寺巷
定慧寺巷是中国江苏省苏州古城东南部的一条东西向街道，西到凤凰街，东到官太尉河，全长294米，宽11米，小方石路面，西口建有花岗石牌坊，箱内两侧建筑为仿古风格。
定慧寺巷得名于巷内的定慧寺。文化大革命期间曾改名双塔巷。
定慧寺巷内有定慧寺、罗汉院双塔等古迹。定慧寺巷南侧原有王长河，1863年清军入苏州城后，在双塔寺斩杀太平军达2万人，此河被人头填平。